# Pyongyang (historieta)
Pyongyang es una novela gráfica del historietista Guy Delisle que relata su estancia en Pionyang, capital de Corea del Norte. A través de anécdotas y situaciones reales muestra, con un toque de humor, su choque cultural con la sociedad norcoreana bajo el régimen político de Kim Jong-il, uno de los más herméticos del mundo.
Delisle se inspiró en su trabajo en SEK Studio como supervisor de series de animación para la televisión francesa TF1. Dibujó la obra en Etiopía, donde residió temporalmente mientras su esposa trabajaba en Médicos sin fronteras. En 2003 la editorial L'Association publicó su primera edición, y en España es distribuida por Astiberri.

## Argumento
La obra parte de la llegada de Guy Delisle a Corea del Norte, donde trabajará dos meses como supervisor de una serie de animación francesa en el SEK Studio de Pionyang. En la aduana del aeropuerto nacional le dejan pasar un discman con cedés de Aphex Twin y reggae, la novela 1984 de George Orwell y regalos. Durante toda su estancia en la capital norcoreana, al autor le acompañan un guía y un traductor que están obligados a controlar sus movimientos. Delisle también se encontrará con extranjeros, como unos colegas de profesión franceses que trabajan en la serie animada de Corto Maltés o trabajadores de organizaciones no gubernamentales.
Además de su experiencia en el trabajo, Delisle retrata sus visitas a sitios emblemáticos de la capital como la estatua de Kim Il-sung, el metro de Pionyang, el Arco del Triunfo, el USS Pueblo (AGER-2) o el Museo de Ocupación Imperial. El autor refleja su choque cultural con la sociedad norcoreana, y se muestra sorprendido por aspectos del régimen de Kim Jong-il como la ausencia de discapacitados, la propaganda Juche o el comportamiento de la gente.

## Análisis
Al igual que en su anterior obra Shenzhen, Delisle refleja en Pyongyang las anécdotas sobre la dificultad de la animación deslocalizada, su incomunicación con los asiáticos, y su incapacidad de comprender sus costumbres o adoptar su estilo de vida. Mezcla elementos de la historieta costumbrista, el libro de viaje y la autobiografía.
Para no repetir el mismo esquema humorístico de Shenzhen, centrado en sus relaciones con los chinos, esta obra se basa en las paradojas del régimen norcoreano, caracterizado por su hermetismo al extranjero y unas políticas totalitarias. En este caso, las costumbres de los habitantes de Pionyang están marcadas por una dictadura que controla el comportamiento de sus ciudadanos desde la cuna. El autor compara Corea del Norte con el mundo de la novela 1984, y narra su historia desde el punto de vista de un viajero que durante breve tiempo vive dentro de una de las sociedades más cerradas del mundo.